# Düsselschlösschen

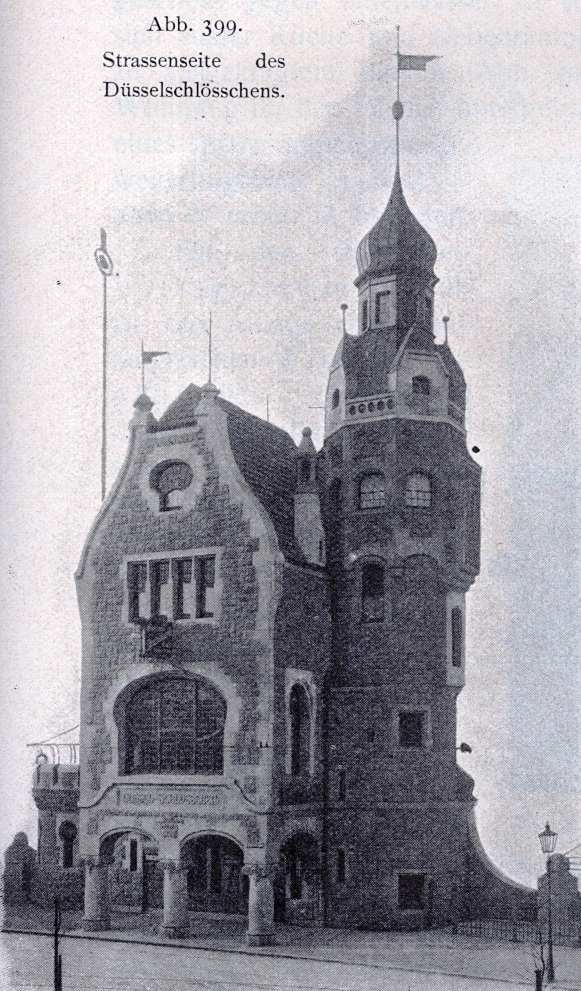
Straßenseite des Düsselschlösschens, vor 1904

Das Düsselschlösschen war in der ersten Hälfte des 20. Jahrhunderts ein beliebtes Weinlokal und Wahrzeichen am Düsseldorfer Rheinufer.
In Höhe des Burgplatzes und gegenüber dem Schlossturm (Anschrift Schloßufer Nr. 1) gelegen, hatte es der Düsseldorfer Stadtbaurat Johannes Radke 1902 in Formen des Jugendstils und des Historismus erbaut. Im Rahmen der Rheinufervorschiebung, die dem Hochwasserschutz und der Hafenentwicklung der um die Jahrhundertwende durch Industrialisierung rasant anwachsenden Großstadt diente, hatte Radke das dreigeschossige, spielerisch einer Burg nachempfundene Gebäude als eine touristische Attraktion der Rheinuferpromenade in die Ufermauer, die den Höhenversprung zum „Unteren Werft“ bildete, integriert. Die Pläne der Ufermauer und des Düsselschlösschens einschließlich detaillierter Beschreibungen des Promenadengeländers und der Aufbauten (u. a. Pegeluhr, Freisitz mit kandelabergeschmückten Pilastern) legte Radke im Juli 1901 vor. Das Schlösschen, das den prominentesten Bau der neuen Rheinuferpromenade darstellte, beanspruchte nur eine kleine Grundfläche, indem es mittels eines winzigen Arkadengangs den Bürgersteig der höher gelegenen Uferstraße überbaute. Die preziös wirkende Architektur zeigte ein Spiel aus vorkragenden und zurückspringenden Bauteilen in Naturstein und Industrieziegel, gekrönt von einer Miniatur-Dachlandschaft aus Krüppelwalmdach, Zwiebeltürmchen, Zinnen, Schmuckgiebeln und schmiedeeisernem Zierrat. Auf dem Dach war ferner ein dekoratives Leuchtfeuer installiert.
Pächter war lange Zeit der bekannte Düsseldorfer Weingroßhändler Arthur Hauth, Sohn des Firmengründers Eduard Hauth (1845–1901). 1931 übernahm der Gastronom, Schiedsrichter und Fußballfunktionär Jacob Josef Manger seinen Betrieb. Im Anschluss übernahm die Familie Engelbert Oxenfort den Betrieb.
Der Name der Gaststätte verwies auf die unweit des Gebäudes in den Rhein mündende Düssel. In der Form des Diminutivs Schlösschen erinnerte der Name außerdem an das einst an gleicher Stelle gelegene Düsseldorfer Schloss, das 1872 abgebrannt und dessen zunächst noch verbliebener Südflügel 1896 abgerissen worden war. Zwei Generationen lang galt das Weinlokal, das in den Augen der Zeitgenossen als „altdeutsches Weinhaus“ durchging, als Inbegriff Düsseldorfer Gemütlichkeit und war neben dem „schiefen Turm“ von St. Lambertus und dem Schlossturm das dritte Wahrzeichen der Stadt sowie ein beliebtes Postkartenmotiv. In Werbeanzeigen der 1920er Jahre wurde das Lokal als „Restaurant ersten Ranges“ angepriesen, in dem „Mokka- und Abend-Konzerte“ stattfanden.
Hans Reichert und Leo Hedler schrieben dem Düsselschlösschen sogar eine Hymne: „Am alten Schlossturm zu Düsseldorf am Rhein, da wohnt ein kleines, blondes Mägdelein. Ein stilles Weinhaus gerade vis-a-vis. Die schönen Stunden dort vergess’ ich nie.“
Durch die Bombenangriffe im Zweiten Weltkrieg wurde es im August 1941 beschädigt und unmittelbar nach dem Krieg auf Betreiben Walter Köngeters und Friedrich Tamms’ abgerissen, auch um Platz für eine neue breite Rheinuferstraße (Reichsstraße 1, später Bundesstraße 1) zu schaffen. Teile des historistischen Interieurs seines „Jan-Wellem-Saals“ wurden gerettet und bilden heute die Ausstattung des Altstadt-Restaurants Tante Anna. Nach dem Bau des Rheinufertunnels und der damit nun wieder als Rheinuferpromenade genutzten Rheinfront Anfang der 1990er Jahre wurden Forderungen laut, das Düsselschlösschen wieder aufzubauen. Im März 2006 wurde von der FDP-Ratsfraktion der Vorschlag gemacht, die Rekonstruktionspläne des Architekten Helmut Hentrich zu prüfen. Im Januar 2018 schob die Junge Union die Wiederaufbaudebatte wieder an.

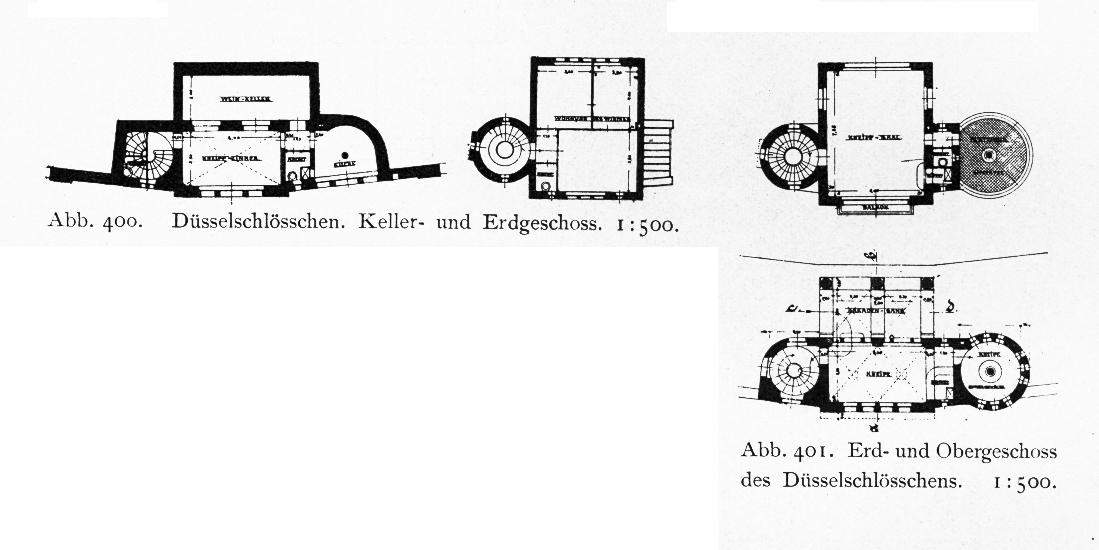
Grundriss
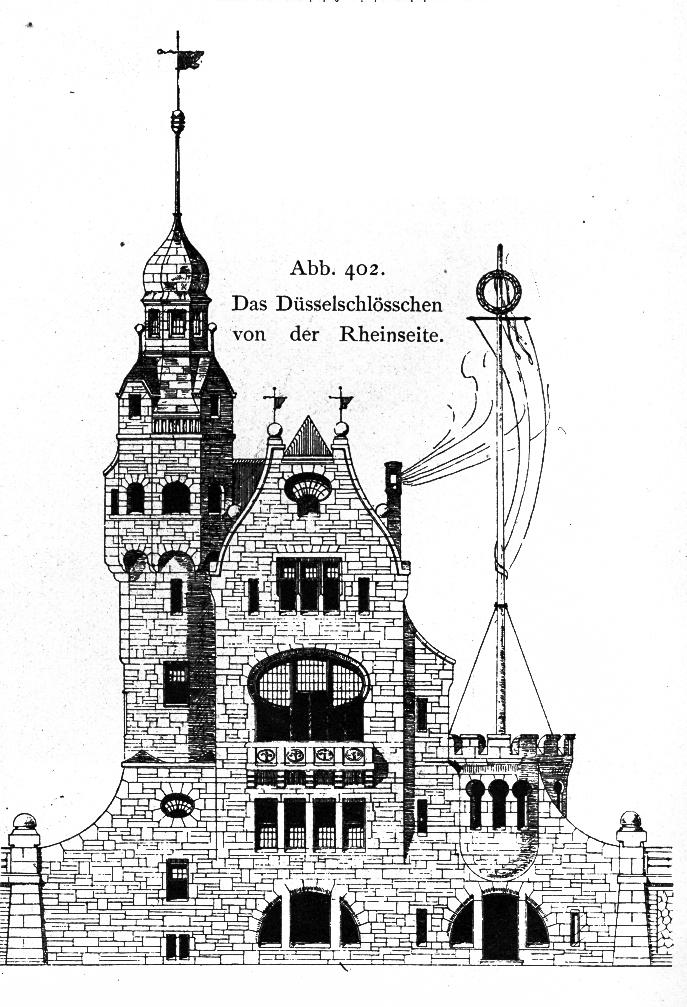
Zeichnung
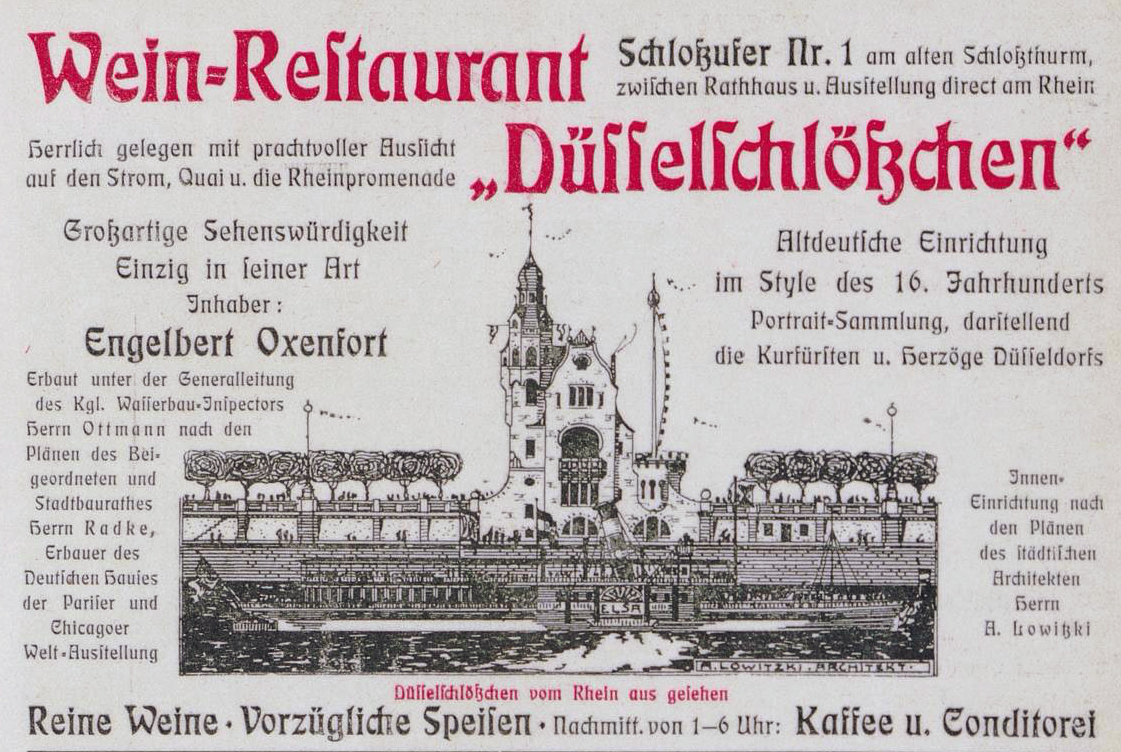
Anzeige im Düsseldorfer Adressbuch von 1902
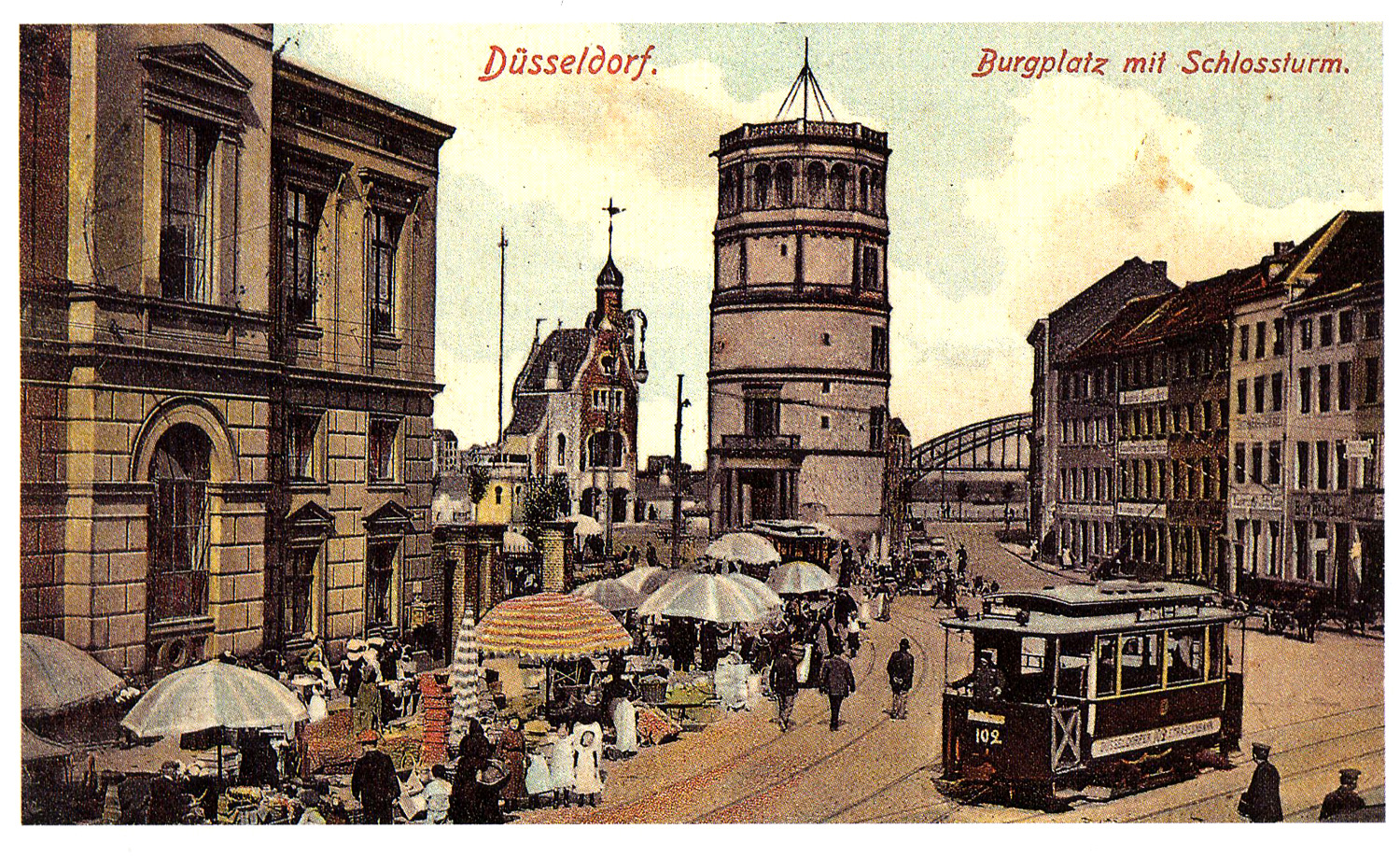
Postkartenansicht des Burgplatzes mit Schlossturm, Düsselschlösschen und der Stahlkonstruktion der alten Oberkasseler Brücke, 1908